# Pitiquito
Pitiquito est une municipalité du Mexique située dans l'Ouest de l'état de Sonora. Fondée en 1694 par Eusebio Francesco Chini, elle a obtenu le statut de municipalité en 1914.

## Jumelage
- Guadalupe, Arizona (États-Unis)